# Поверење (ТВ серија)
Поверење (енгл. Trust) је америчка антологијска драмска телевизијска серија, коју је креирао Сајмон Бофој и премијерно је емитована од 25. марта до 27. маја 2018. године на каналу FX. Прва сезона од 10 епизода, чији је сценариста Бофој, а режију потписују Дени Бојл и други, смештена је у 1973. годину и приказује отмицу Џ. Пола Гетија III, тада наследника компаније Гети Ојл, док је он био у Италији.

## Радња
Рим, 1973. године. Мафија отима Џона Пола Гетија III, младог наследника нафтног богатства, и тражи откупнину за њега. На њихово запрепашћење и из неоткривених разлога, његова породица није заинтересована за његово враћање.

## Улоге
| Глумац              | Улога               |
| ------------------- | ------------------- |
| Доналд Садерланд    | Џ. Пол Гети         |
| Хилари Сванк        | Гејл Гети           |
| Харис Дикинсон      | Џ. Пол Гети III     |
| Мајкл Еспер         | Џ. Пол Гети II      |
| Лука Маринели       | Примо               |
| Хана Њу             | Викторија Холдсворт |
| Ђузепе Батистон     | Бертолини           |
| Софи Винклман       | Марго               |
| Вероника Ечеги      | Лусијана            |
| Франческо Колела    | Леонардо            |
| Донатела Финокијаро | Реџина              |
| Брендан Фрејзер     | Флечер Чејс         |

## Епизоде
| Бр. еп. | Наслов                            | Редитељ             | Сценариста                            | Премијера       | Гледаност у САД (милиони) |
| --- | --------------------------------- | ------------------- | ------------------------------------- | --------------- | ------------------------- |
| 1 | Кућа Гетијевих                    | Дени Бојл           | Сајмон Бофој                          | 25. март 2018.  | 0,796                     |
| Поверење приказује напоре и победе једне од најпознатијих династија 20. века. Kао и све породице, и Гетијеви имају своје успоне и падове. Прича почиње 1973. киднаповањем Џона Пола Гетија Трећег. |                                   |                     |                                       |                 |                           |
| 2 | Усамљена звезда                   | Дени Бојл           | Брајан Филис и Сајмон Бофој           | 1. април 2018.  | 0,736                     |
| Док се вест о отмици његовог унука шири, Џон Пол Гети шаље свог верног „поправљача” Флечера Чејса у Рим да истражи његов мистериозан нестанак.                                                     |                                   |                     |                                       |                 |                           |
| 3 | Сладак живот                      | Дени Бојл           | Сајмон Бофој                          | 8. април 2018.  | 0,602                     |
| Одбијање Џона Паула Гетија да плати новац отмичарима свог унука има тешке последице у Италији. |                                   |                     |                                       |                 |                           |
| 4 | То је све, народе!                | Дон Шедфорт         | Сајмон Бофој и Џон Џексон             | 15. април 2018. | 0,495                     |
| Мали Пол упознаје своје отмичаре, док један од њих, Примо, покушава да комуницира са Половом мајком Гејл.                                                                                          |                                   |                     |                                       |                 |                           |
| 5 | Тишина                            | Дон Шедфорт         | Алис Натер                            | 22. април 2018. | 0,538                     |
| Мали Пол и Анђело покушавају да се договоре око следећих корака. Примо и Леонардо мобилишу локалну заједницу.                                                                                      |                                   |                     |                                       |                 |                           |
| 6 | Јеванђеље по Јовану, 11. поглавље | Џонатан ван Тулекен | Сајмон Бофој и Херијет Браун          | 29. април 2018. | 0,666                     |
| Након што је нешто грозно откривено, породица Гети плаши се најгорег. |                                   |                     |                                       |                 |                           |
| 7 | Кодахром                          | Џонатан ван Тулекен | Сајмон Бофој и Брајан Филис           | 6. мај 2018.    | 0,382                     |
| Стари Пол покушава да прогура своје планове, Гејл добија наду, али Велики Пол се стално враћа на свађе из прошлости.                                                                               |                                   |                     |                                       |                 |                           |
| 8 | У име оца                         | Емануеле Криалезе   | Сајмон Бофој, Џон Џексон и Алис Натер | 13. мај 2018.   | 0,567                     |
| Леонардо слави пријем свог сина са Примом, Салватореом и осталим Kалабријцима, међутим, нерашчишћени рачуни бацају сенку на важан дан.                                                             |                                   |                     |                                       |                 |                           |
| 9 | Бели ауто у снежној олуји         | Сузана Вајт         | Алис натер                            | 20. мај 2018.   | 0,544                     |
| Неочекивани расплет приморава Гејл да отпутује у Лондон. |                                   |                     |                                       |                 |                           |
| 10 | Последице                         | Сузана вајт         | Сајмон Бофој и Алис Натер             | 27. мај 2018.   | 0,546                     |
| Гетијеви и Италијани носе се са последицама отмице, а Чејс креће у нову авантуру. |                                   |                     |                                       |                 |                           |

## Продукција

### Развој
Дана 9. марта 2016. године, најављено је да ће канал FX продуцирати серију, која ће се састојати од десет епизода. Овај канал је развијао серију због договора који је Дени Бојл имао са мрежом. Бојл је поред Сајмона Бофоја и Кристијана Колсона, био извршни продуцент. Бојл је такође режирао серију, док је Бофој био сценариста. Продукцијске компаније које су биле укључене у снимање серије су FX Productions, Cloud Eight Films, Decibel Films и Snicket Films Limited. Дана 5. јануара 2018. године, најављено је да ће серија почети са приказивањем 25. марта исте године.

### Кастинг
У априлу 2017. године, најављено је да ће се Доналд Садерланд и Хилари Сванк појавити у серији као Џ. Пол Гети и Гејл Гети. У мају исте године, откривено је да је Харис Дикинсон добио улогу Џ. Пола Гетија III. Тог јуна, Брендан Фрејзер и Мајкл Еспер су се придружили глумачкој екипи, у улогама Флечера Чејса и Џ. Пола Гетија II. Такође, најављено је да је Вероника Ечеги добила улогу у серији. 14. јула те године, најављено је да се снимању серије придружила и Хана Њу, у споредној улози.

### Снимање
Снимање серије је почело 2017. године, у Риму у Италији.

## Премијера

### Маркетинг
Дана 9. јануара 2018. године, канал FX је приказао први званични трејлер за серију.

### Контроверзе
Дана 16. марта 2018. године, изашла је вест да је Адријен Гети, сестра Џ. Пола Гетија III, разматрала да поднесе кривични поступак против канала FX и продукције серије. Њен адвокат је издао саопштење, називајући серију „веома сензационалним и нетачним приказом” породице Гети и изјавио је: „Иронично је то што сте назвали серију Поверење. Погоднији називи би били Лажи или Неповерење, с обзиром да је клеветничка прича која говори о Гетијевој препирци у отмици лажна и заваравајућа.” У образложењу, он је објаснио како се његов клијент противи наводном приказивању Гетијевог унука као да је играо улогу у отмици самог себе и да сматра да је клеветнички лажно оптужити некога за такав злочин.
Сајмон Бофој је изјавио да је његова одлука да прикаже Гетија као саучесника у сопственом киднаповању оправдана његовим истраживањем материје, иако ниједна од написаних биографија изричито не доноси тај закључак. Он је изјавио да док је читао биографију Пола III, Необична младост, коју је написао Чарлс Фокс 2013. године, постало је јасно, читајући између редова, да је он киднаповао сам себе. Према његовој теорији, тај план се извукао из Полове контроле када је његов деда одбио да плати, због чега је неколико његових отмичара продало своје интересе синдикату немилосрдних мафијаша.

## Пријем
Серија је добила позитивне критике од стране критичара. На сајту Rotten Tomatoes, серија држи рејтинг од 80% са просечном оценом 6,51/10 на основу 59 прегледа. Једна критика каже: „Доналд Садерланд доноси снажан заокрет као насловни лик серије Поверење, још једне приче о имућној породици.” Метакритик, који додељује оцене по просеку, дао је серији оцену 67 од 100 на основу 24 прегледа, указујући на генерално добре критике.
Филмски критичар Мет Золер Зајц, изјавио је да серија „декадентни истински криминалистичком са киселим смислом за хумор, који наизменично уређује сатиру, драму, храброст и шокантно насиље”. Новине USA Today су похвалиле квалитет глумачке поставе, примећујући да је „Садерланд је предвидљиво солидан, али Фрејзер је изненађење, што је вероватно његов најбољи повратнички наступ.” Такође су описале серију као енергичну и да иде брзим темпом, са ојачаним и модерним осећајем. Наступ Брендана Фрејзера у улози Флечера Чејса, добио је похвале од стране критичара; обзиром на то да је његов дуги прекид од филмске глуме и повлачење из света познатих, његова улога је дочекана као успешан повратак, а часопис TV Guide је хумористички назначио његов повратак као почетак „Бренесансе”.